# Handball Bundesliga Austria 2020/21
Die Handball Bundesliga Austria 2020/21 begann im September 2020. Aufgrund der abgebrochenen Saison 2019/20 ist der amtierende Meister die HSG Bärnbach/Köflach.

## Modus
In der zweithöchsten Spielklasse, der spusu Challenge, sind zehn Teams vertreten. Die Meisterschaft wird in mehrere Phasen gegliedert. In der Hauptrunde spielen alle Teams eine einfache Hin- und Rückrunde gegen jeden Gegner. Danach wird die Liga in zwei Gruppen geteilt.
Die ersten sechs Teams spielen in einer weiteren Runde um den Einzug ins Viertelfinale. Die letzten vier Teams spielen gegen den Abstieg, wobei die letzten zwei Teams der Platzierungsrunde eine Best-of-three-Serie um den Klassenerhalt spielen. Die Platzierungsrunde wird auch in einer Hin- und Rückrunde ausgetragen.

## Hauptrunde
| Pl.                               | Verein                                  | Sp. | S  | U | N  | Tore      | Diff. | Punkte |
| --------------------------------- | --------------------------------------- | --- | -- | - | -- | --------- | ----- | ------ |
| 1.                                | UHC Hollabrunn                          | 18  | 12 | 3 | 3  | 0512:4540 | +58   | 27     |
| 2.                                | BT Füchse                               | 18  | 13 | 0 | 5  | 0507:4500 | +57   | 26     |
| 3.                                | Vöslauer HC                             | 18  | 12 | 1 | 5  | 0487:4510 | +36   | 25     |
| 4.                                | Union Leoben                            | 18  | 10 | 1 | 7  | 0499:5090 | −10   | 21     |
| 5.                                | WAT Atzgersdorf                         | 18  | 7  | 3 | 8  | 0485:4840 | +1    | 17     |
| 6.                                | Union Handball Sparkasse Korneuburg     | 18  | 8  | 1 | 9  | 0509:5070 | +2    | 17     |
| 7.                                | Handballclub Fivers Margareten 2        | 18  | 7  | 2 | 9  | 0504:4850 | +19   | 16     |
| 8.                                | SU Falkensteiner Katschberg – St.Pölten | 18  | 6  | 3 | 9  | 0486:4880 | −2    | 15     |
| 9.                                | HIB Graz                                | 18  | 4  | 1 | 13 | 0397:4640 | −67   | 9      |
| 10.                               | UHC Tulln                               | 18  | 3  | 1 | 14 | 0406:5000 | −94   | 7      |
| Quelle: ÖHB, Stand: 4. April 2021 |                                         |     |    |   |    |           |       |        |

| Legende | Legende         |
| ------- | --------------- |
|         | Oberes Playoff  |
|         | Unteres Playoff |

### Torschützenliste Hauptrunde
| Platzierung | Spieler           | Verein                              | Spiele | Tore | 7-Meter | Feldtore |
| ----------- | ----------------- | ----------------------------------- | ------ | ---- | ------- | -------- |
| 1           | Marek Kováčech    | Union Leoben                        | 17     | 140  | 29/38   | 111      |
| 2           | Alen Bajgoric     | WAT Atzgersdorf                     | 18     | 122  | 46/60   | 76       |
| 3           | Anton Kasagranda  | Union Handball Sparkasse Korneuburg | 17     | 102  | 23/30   | 79       |
| 4           | Philipp Gangel    | Handballclub Fivers Margareten      | 13     | 96   | 20/25   | 76       |
| 5           | Martin Breg       | BT Füchse                           | 18     | 92   | 32/42   | 60       |
| 6           | Matthias Bruckner | Union St. Pölten                    | 18     | 87   | 13/20   | 74       |
| 7           | Vlatko Mitkov     | UHC Erste Bank Hollabrunn           | 18     | 86   | 27/35   | 59       |
| 8           | Patrick Dietrich  | Union Korneuburg                    | 18     | 84   | 0/0     | 84       |
| 9           | Mislav Nenadić    | UHC Tulln                           | 13     | 83   | 4/8     | 78       |
| 10          | Anže Kljajič      | UHC Erste Bank Hollabrunn           | 17     | 79   | 1/1     | 78       |

## Platzierungsrunde
Die ersten sechs Teams der Hauptrunde spielten in einer Runde um die Wahlreihenfolge für das HLA-Viertelfinale. Die letzten vier Teams spielten um die ersten zwei Plätze, welche sich ebenfalls für das Viertelfinale qualifizierten. Die Qualifizierung wird in einer Hin- und Rückrunde ausgespielt. Die beiden schlechtplatziertesten Teams spielen eine Best-of-Three-Serie gegen den Abstieg. Jede Mannschaft startete in die Platzierungsrunde mit den halbierten Punkten der Hauptrunde, bei ungeraden Zahlen wurde aufgerundet.

### Bonus-Runde
|                       | Verein                              | R | S | U | N | Tore    | Diff. | Punkte |
| --------------------- | ----------------------------------- | - | - | - | - | ------- | ----- | ------ |
| 1.                    | BT Füchse                           | 5 | 4 | 1 | 0 | 146:126 | +20   | 22:1   |
| 2.                    | UHC Hollabrunn                      | 5 | 3 | 1 | 1 | 147:141 | +6    | 21:3   |
| 3.                    | Vöslauer HC                         | 5 | 1 | 2 | 2 | 125:124 | +1    | 17:6   |
| 4.                    | WAT Atzgersdorf                     | 5 | 2 | 1 | 2 | 133:134 | −1    | 14:5   |
| 5.                    | Union Leoben                        | 5 | 1 | 1 | 3 | 152:153 | −1    | 14:7   |
| 6.                    | Union Handball Sparkasse Korneuburg | 5 | 1 | 0 | 3 | 134:159 | −25   | 11:6   |
| Stand: 25. April 2021 |                                     |   |   |   |   |         |       |        |

### Quali-Runde
|                       | Verein                                  | R | S | U | N | Tore    | Diff. | Punkte |
| --------------------- | --------------------------------------- | - | - | - | - | ------- | ----- | ------ |
| 1.                    | SU Falkensteiner Katschberg – St.Pölten | 6 | 5 | 1 | 0 | 170:146 | +24   | 19:1   |
| 2.                    | Handballclub Fivers Margareten 2        | 6 | 3 | 1 | 2 | 160:156 | +4    | 15:5   |
| 3.                    | HIB Graz                                | 6 | 2 | 0 | 4 | 159:157 | +2    | 9:8    |
| 4.                    | UHC Tulln                               | 6 | 1 | 0 | 5 | 151:181 | −30   | 6:10   |
| Stand: 25. April 2021 |                                         |   |   |   |   |         |       |        |

| Legende | Legende         |
| ------- | --------------- |
|         | Viertelfinale   |
|         | Abstiegs-Spiele |

## Finalserie

### Finalserie-Baum
| Viertelfinale | Viertelfinale    | Viertelfinale   |           |                 | Halbfinale | Halbfinale | Halbfinale |  |  | Finale | Finale | Finale |
|               |                  |                 |           |                 |            |            |            |  |  |        |        |        |
| OPL1          | BT Füchse        |                 |           |                 |            |            |            |  |  |        |        |        |
| OPL6          | Freilos          |                 |           |                 |            |            |            |  |  |        |        |        |
| OPL6          | Freilos          | OPL1            | BT Füchse | 2               |            |            |            |  |  |        |        |        |
|               |                  |                 | BT Füchse | 2               |            |            |            |  |  |        |        |        |
|               | OPL4             | WAT Atzgersdorf | 1         |                 |            |            |            |  |  |        |        |        |
| OPL4          | OPL4             | WAT Atzgersdorf | 1         | WAT Atzgersdorf | 2          |            |            |  |  |        |        |        |
| OPL4          |                  |                 |           | WAT Atzgersdorf | 2          |            |            |  |  |        |        |        |
| OPL5          | Union Leoben     | 1               |           |                 |            |            |            |  |  |        |        |        |
| OPL5          | Union Leoben     | 1               | OPL1      | BT Füchse       | 2          |            |            |  |  |        |        |        |
|               |                  |                 |           | BT Füchse       | 2          |            |            |  |  |        |        |        |
|               | OPL3             | Vöslauer HC     | 0         |                 |            |            |            |  |  |        |        |        |
| OPL2          | OPL3             | Vöslauer HC     | 0         | UHC Hollabrunn  | 2          |            |            |  |  |        |        |        |
| OPL2          |                  |                 |           | UHC Hollabrunn  | 2          |            |            |  |  |        |        |        |
| UPL1          | Union St. Pölten | 0               |           |                 |            |            |            |  |  |        |        |        |
| UPL1          | Union St. Pölten | 0               | OPL2      | UHC Hollabrunn  | 1          |            |            |  |  |        |        |        |
|               |                  |                 | OPL2      | UHC Hollabrunn  | 1          |            |            |  |  |        |        |        |
|               | OPL3             | Vöslauer HC     | 2         |                 |            |            |            |  |  |        |        |        |
| OPL3          | OPL3             | Vöslauer HC     | 2         | Vöslauer HC     | 2          |            |            |  |  |        |        |        |
| OPL3          |                  |                 |           | Vöslauer HC     | 2          |            |            |  |  |        |        |        |
| OPL6          | Union Korneuburg | 1               |           |                 |            |            |            |  |  |        |        |        |

### Spusu Challenge Viertelfinale
Für das Viertelfinale sind alle Teilnehmer der Bonus-Runde und die ersten Zwei der Quali-Runde qualifiziert. Wobei die Top Vier der Bonus-Runde ihrer Platzierung nach Gegner auswählen dürfen. Gespielt wird alles in Best of three Serien, die Sieger des Viertelfinales ziehen in das Halbfinale ein.
|                                                 |                              | \| UHC Hollabrunn (OPL2) – Union St. Pölten (UPL1) \| UHC Hollabrunn (OPL2) – Union St. Pölten (UPL1) \| UHC Hollabrunn (OPL2) – Union St. Pölten (UPL1) \| UHC Hollabrunn (OPL2) – Union St. Pölten (UPL1) \| \| ----------------------------------------------- \| ----------------------------------------------- \| ----------------------------------------------- \| ----------------------------------------------- \| \| 5. Mai \| UHC Hollabrunn 7 Mitkov \| 29 : 28[5] ( 16 : 15 ) \| Union St. Pölten 10 Neumaier \| \| 8. Mai \| Union St. Pölten 4 Hübner J. \| 16 : 20[6] ( 10 : 8 ) \| UHC Hollabrunn 6 Vuksa \| \| Endstand in der Serie: 2:0 \| \| \| \| |                              |
| UHC Hollabrunn (OPL2) – Union St. Pölten (UPL1) |                              | |                              |
| 5. Mai                                          | UHC Hollabrunn 7 Mitkov      | 29 : 28 ( 16 : 15 ) | Union St. Pölten 10 Neumaier |
| 8. Mai                                          | Union St. Pölten 4 Hübner J. | 16 : 20 ( 10 : 8 ) | UHC Hollabrunn 6 Vuksa       |
| Endstand in der Serie: 2:0                      |                              | |                              |

| Vöslauer HC (OPL3) – Union Korneuburg (OPL6) | Vöslauer HC (OPL3) – Union Korneuburg (OPL6) | Vöslauer HC (OPL3) – Union Korneuburg (OPL6) | Vöslauer HC (OPL3) – Union Korneuburg (OPL6) |
| -------------------------------------------- | -------------------------------------------- | -------------------------------------------- | -------------------------------------------- |
| 5. Mai                                       | Vöslauer HC 8 Forsthuber                     | 35 : 31 ( 19 : 15 )                          | Union Korneuburg 12 Kasagranda               |
| 8. Mai                                       | Union Korneuburg 8 Dietrich                  | 24 : 21 ( 14 : 9 )                           | Vöslauer HC 6 Forsthuber                     |
| 13. Mai                                      | Vöslauer HC 9 Forsthuber                     | 26 : 22 ( 12 : 12 )                          | Union Korneuburg 6 Dijkstra, Schafler        |
| Endstand in der Serie: 2:1                   |                                              |                                              |                                              |

| WAT Atzgersdorf (OPL4) – Union Leoben (OPL5) | WAT Atzgersdorf (OPL4) – Union Leoben (OPL5) | WAT Atzgersdorf (OPL4) – Union Leoben (OPL5) | WAT Atzgersdorf (OPL4) – Union Leoben (OPL5) |
| -------------------------------------------- | -------------------------------------------- | -------------------------------------------- | -------------------------------------------- |
| 5. Mai                                       | WAT Atzgersdorf 12 Bajgoric                  | 32 : 29 ( 16 : 13 )                          | Union Leoben 10 Kováčech                     |
| 8. Mai                                       | Union Leoben 5 Stolz P.                      | 22 : 21 ( 11 : 6 )                           | WAT Atzgersdorf 6 Bajgoric                   |
| 13. Mai                                      | WAT Atzgersdorf 8 Bajgoric                   | 29 : 21 ( 12 : 7 )                           | Union Leoben 6 Žiūra                         |
| Endstand in der Serie: 2:1                   |                                              |                                              |                                              |

### Spusu Challenge Halbfinale
| BT Füchse (OPL1) – WAT Atzgersdorf (OPL4) | BT Füchse (OPL1) – WAT Atzgersdorf (OPL4) | BT Füchse (OPL1) – WAT Atzgersdorf (OPL4) | BT Füchse (OPL1) – WAT Atzgersdorf (OPL4) |
| ----------------------------------------- | ----------------------------------------- | ----------------------------------------- | ----------------------------------------- |
| 19. Mai                                   | BT Füchse 4 Breg, Ratajec                 | 26 : 22 (14 : 8)                          | WAT Atzgersdorf 7 Mahr                    |
| 22. Mai                                   | WAT Atzgersdorf 11 Mahr, Bajgoric         | 41 : 32 (17 : 13)                         | BT Füchse 6 Tremmel                       |
| 26. Mai                                   | BT Füchse 9 Offner                        | 30 : 24 (14 : 9)                          | WAT Atzgersdorf 11 Mahr                   |
| Endstand in der Serie: 2:1                |                                           |                                           |                                           |

| UHC Hollabrunn (OPL2) – Vöslauer HC (OPL3) | UHC Hollabrunn (OPL2) – Vöslauer HC (OPL3) | UHC Hollabrunn (OPL2) – Vöslauer HC (OPL3) | UHC Hollabrunn (OPL2) – Vöslauer HC (OPL3) |
| ------------------------------------------ | ------------------------------------------ | ------------------------------------------ | ------------------------------------------ |
| 19. Mai                                    | UHC Hollabrunn 4 Kljajic                   | 28 : 25 (13 : 15)                          | Vöslauer HC 7 Forsthuber                   |
| 22. Mai                                    | Vöslauer HC 9 Forsthuber                   | 34 : 29 (19 : 15)                          | UHC Hollabrunn 9 Burger                    |
| 26. Mai                                    | UHC Hollabrunn 8 Mitkov                    | 25 : 30 (15 : 15)                          | Vöslauer HC 9 Forsthuber                   |
| Stand in der Serie: 1:2                    |                                            |                                            |                                            |

### Spusu Challenge Finale (Best of three)
| Finale: BT Füchse (OPL1) – Vöslauer HC (OPL3) | Finale: BT Füchse (OPL1) – Vöslauer HC (OPL3) | Finale: BT Füchse (OPL1) – Vöslauer HC (OPL3) | Finale: BT Füchse (OPL1) – Vöslauer HC (OPL3) |
| --------------------------------------------- | --------------------------------------------- | --------------------------------------------- | --------------------------------------------- |
| 30. Mai 2021, 16:00 Uhr                       | BT Füchse 8 Offner                            | 31 : 24 ( 19 : 10 )                           | Vöslauer HC 6 Riedner, Forsthuber             |
| 3. Juni 2021, 19:00 Uhr                       | Vöslauer HC 7 Muck, Forsthuber                | 30 : 33 ( 16 : 12 )                           | BT Füchse 8 Breg                              |
| Endstand in der Serie: 2:0                    |                                               |                                               |                                               |